# ۱۰۶ دلو
۱۰۶ دلو یک ستاره است که در صورت فلکی دلو قرار دارد.